# Ronnie Romero
Ronald Romero, né le 20 novembre 1981, est un chanteur, compositeur et musicien chilien, surtout connu comme le chanteur des groupes de rock Lords of Black, Rainbow et CoreLeoni.

## Biographie

### Jeunesse et vie privée
Ronnie Romero est né à Santiago du Chili. Il habite à Madrid, en Espagne, depuis 2009.

### Carrière
En 2014, Ronnie Romero rejoint le groupe Lords of Black, fondé avec Tony Hernando, guitariste solo et coproducteur du groupe Saratoga entre 2007 et 2013.
En 2017, Ritchie Blackmore, membre de Blackmore's Night et ancien guitariste de Deep Purple, annonce son retour à la musique rock avec une nouvelle formation de Rainbow comprenant Ronnie Romero comme chanteur,,,.
En 2020, il rejoint le supergroupe Intelligent Music Project créé huit ans plus tôt par Milen Vrabevski. Romero apparaît sur l'album Life Motion,. En novembre 2021, Romero et l'Intelligent Music Project sont révélés en tant que participant bulgare au Concours Eurovision de la chanson 2022, avec la chanson Intention.
En 2020, Michael Schenker annonce la participation de Ronnie Romero à l'album Immortal du Michael Schenker Group, publié en 2021.

### Participations
- Santelmo (2010-2011).
- Jose Rubio's Nova Era (2011-2013).
- Aria Inferno (2012-2013).
- Voces del Rock (2013-2014).
- Lords of Black (2014-2019, depuis 2020).
- Ritchie Blackmore's Rainbow (depuis 2015).
- Walter Giardino Temple (depuis 2017).
- The Ferrymen (depuis 2017).
- Nozomu Wakai’s Destinia (2018).
- CoreLeoni (2018-2020).
- Vandenberg (depuis 2020).
- Intelligent Music Project (depuis 2020).
- Michael Schenker Group (depuis 2020).

## Discographie

### Rainbow
Albums live
- 2016 : Memories in Rock - Live in Germany (CD & DVD).
- 2017 : Live in Birmingham 2016.
- 2018 : Memories in Rock II (Live).

Singles numériques
- 2017 : Surrender (Rainbow).
- 2018 : Waiting for a Sign.
- 2019 : Black Sheep of the Family.
- 2019 : The Stormi.

EP
- 2019 : Rainbow Vorwärtsi.

### Santelmo
- 2010 : La Tempestad (Démo).

### Jose Rubio's Nova Era
Albums
- 2012 : Nova Era.

Singles
- 2013 : After All.

### Lords of Black
- 2014 : Lords of Black.
- 2016 : II.
- 2018 : Icons Of The New Days.
- 2020 : Alchemy of Souls, Part 1.

### The Ferrymen
- 2017 : The Ferrymen.
- 2019 : A New Evil.
- 2022 : One More River To Cross.

### Nozomu Wakai’s Destinia
- 2018 : Metal Souls.

### CoreLeoni
- 2018 : The Greatest Hits Part 1.
- 2019 : II.

### Vandenberg
- 2020 : 2020.

### Participations
- 2013 : Aria Inferno - The Starring Serpent (single).
- 2014 : Sacramento - A sangre Y fuego.
- 2014 : Legado De Una Tragedia - Legado De Una Tragedia I.
- 2016 : Legado De Una Tragedia - Legado De Una Tragedia II.
- 2017 : FB1964 - Störtebeker.
- 2018 : Renégat - Given Work?
- 2019 : Michael Schenker Fest - Révélation.
- 2019 : Chaos Magic - Furyborn.
- 2019 : Sinner - Santa Muerte.
- 2020 : Intelligent Music Project - Life Motion.